# Солдат верхом на лошади
«Солдат верхом на лошади» (англ. A Soldier on Horseback) — картина фламандского художника Антониса ван Дейка, написанная около 1616 года. До момента кражи в марте 2020 года она находилась в картинной галерее Крайст-черч, Оксфорд. В настоящее время пустая рама картины висит на прежнем месте в галерее.

## История
Картина входила в коллекцию Джона Гиза, офицера британской армии. После своей смерти в 1765 году он завещал эту картину вместе со всей своей коллекцией Крайст-черч в Оксфорде, своей альма-матер. С 1765 по 2020 год картина «Солдат верхом на лошади» хранилась в картинной галерее Крайст-Черч. Картина была похищена грабителями, которым удалось проникнуть в галерею 14 марта 2020 года. Вместе с картиной Ван Дейка были похищены «Скалистый берег с солдатами, изучающими план» Сальватора Рози и «Пьющий мальчик» Аннибале Карраччи. По состоянию на 2023 год местонахождение картины неизвестно.

## Описание
На картине изображен солдат, одетый в доспехи, сидящий верхом на коне. В картине мало используются цвета, некоторых специалисты предполагают, что она незакончена.